# Jean Ray

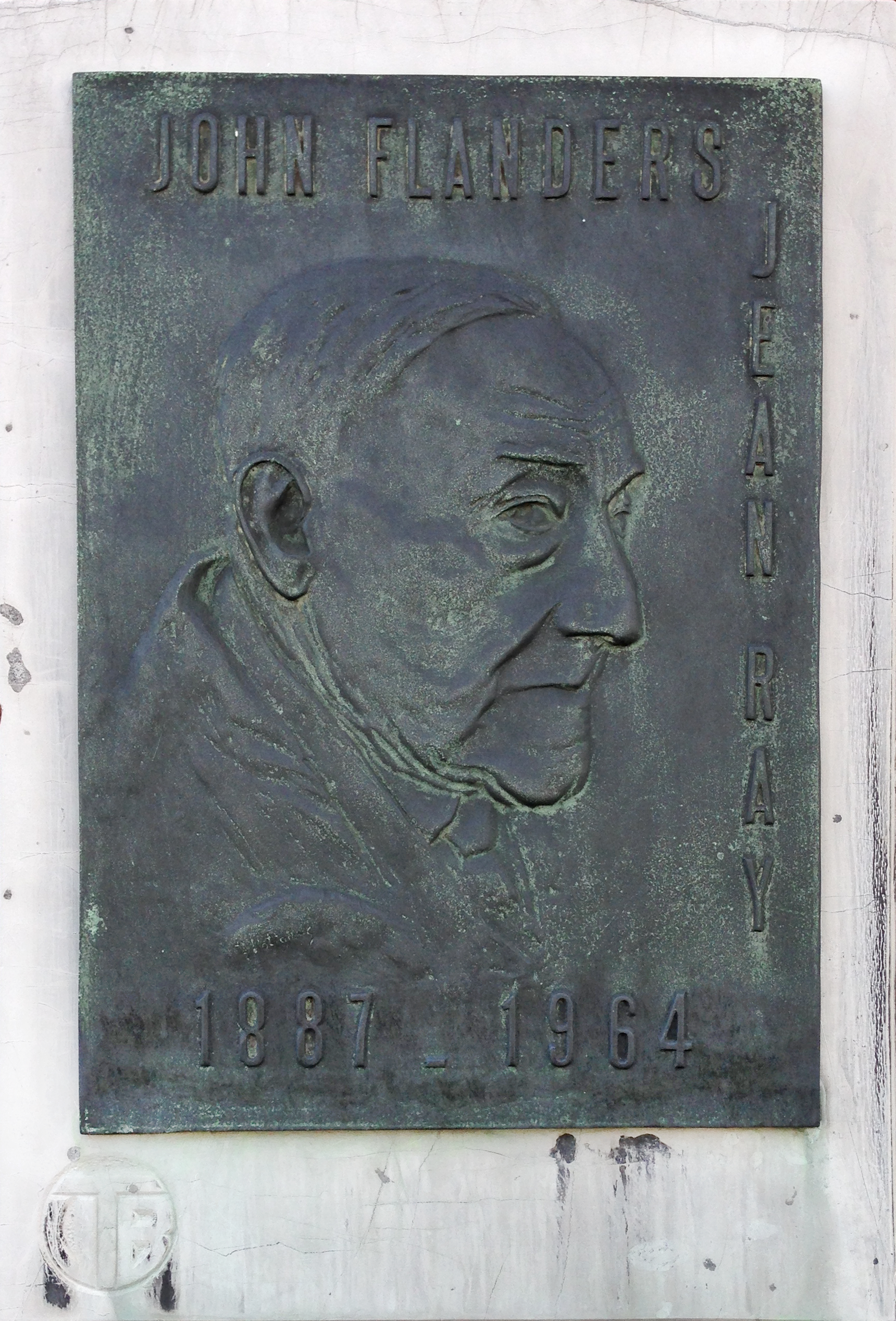
Minnesplakett i Gent, tillägnad författarens pseudonymer John Flanders och Jean Ray

Jean Ray, verkligt namn Raymond de Kremer, född 8 juli 1887 i Gent, död 17 september 1964, var en belgisk författare. Han skrev i huvudsak fantastik, i form av romaner, noveller, sagor, manus åt tecknade serier, dikter och sånger. Trots att han var flamländare skrev han främst på franska, men han skrev även barnlitteratur på nederländska under pseudonymen John Flanders. Därutöver använde han ett flertal olika pseudonymer och hade även en omfattande produktion som anonym författare, bland annat åt detektivromanserien Harry Dickson, för vilken han skrev över 100 berättelser. Hans mest renommerade romaner är från 1940-talet. Flera av dessa, särskilt skräckromanen Malpertuis från 1943, betraktas som viktiga förelöpare till den magiska realismen.

## Utgivet i urval
Franska (Jean Ray)
- Les Contes du Whisky (1925)
- La Croisière des Ombres (1932)
- Le Grand Nocturne (1942)
- Les Cercles de l'Epouvante (1943)
- Malpertuis (1943)
- La Cité de l'Indicible Peur (1943)
- Les Derniers Contes de Canterbury (1944)
- Le Livre des Fantômes (1947)
- 25 Histoires Noires et Fantastiques (1961)
- Le Carrousel des Malefices (1964)
- Les Contes Noirs du Golf (1964)
- Saint Judas-de-la-Nuit (1964)

Nederländska (John Flanders)
- Spoken op de ruwe heide (1935)
- Het monster van Borough (1948)
- Geheimen van het Noorden (1948)
- Het zwarte eiland (1948)